# Sofia Mittentag
Sofia Mittentag, född den 28 mars 2002, är en finländsk innebandysspelare som spelar för svenska SSL-laget Warberg och finländska damlandslaget.
Sofia Mittentag har med det finländska landslaget tagit guld i World Games år 2025.